# L級駆逐艦 (2代)
L級駆逐艦（英語: L-class destroyer）は、イギリス海軍の駆逐艦の艦級。J級を元に大型化し、新型の50口径12cm連装砲を搭載した艦として1937-8年度計画で8隻が建造されたが、砲の製造遅延のため、4隻は45口径10.2cm連装高角砲に変更して建造された。

## 来歴
イギリス海軍では、1927-8年度のA級より45口径12cm砲（QF 4.7インチ砲Mk.IX）を装備化し、単装砲架と組み合わせて駆逐艦に搭載してきた。その後、駆逐艦の砲火力強化の要請から連装化が志向され、まずMk.IXをもとにしたMk.XIIが開発されて、1935-6年度で建造された大型駆逐艦であるトライバル級で搭載された。
これと並行して、密閉砲室の砲塔を採用するなど設計を刷新した50口径12cm砲（Mk.XI）の開発が進められており、1937-8年度計画艦での装備化が計画されていた。当初計画では、1937-8年度計画艦はJ/K級に準じた設計になる予定であったが、この新型砲の重量は想定を超過し、これを搭載するためにはトライバル級に匹敵する大型化が求められた。1937年12月、海軍本部委員会はこの改設計を認可し、これによって建造されたのが本級である。

## 設計
基本的には前年度計画のJ級の拡大版となっており、船首楼型・単煙突という基本構成も同様である。なお本級より、居住区画外板の適宜な位置に舷窓と同じ高さで上方開きの緊急脱出窓が取り付けられた。ただし波浪の打ち込みを考慮して、缶室より前方では、船首楼甲板区画のみに設けられている。また50口径12cm砲搭載艦では、密閉砲室化に伴って、ブラストスクリーンが廃止されている。
機関構成もJ級のものが踏襲されており、ボイラーはアドミラルティ式3胴型水管ボイラー、タービンはパーソンズ式オール・ギヤード・タービンを搭載した。ただし艦型の拡大に対応して、蒸気温度は華氏にして40度上昇して348.9℃となった。圧力は変わらず300 lbf/in2 (21 kgf/cm2)である。
また電源も強化されており、主発電機として用いられるタービン発電機の出力はJ級の150キロワットに対して200キロワット、停泊発電機として用いられるディーゼル発電機も出力60キロワットに増強された。

## 装備
上記の経緯より、艦砲としては新開発の50口径12cm砲（QF 4.7インチ砲Mk.XI）を連装のMk.XX砲塔3基と組み合わせて搭載する計画とされた。これは最大仰角を50度に増すとともに単独俯仰に対応、砲塔は電動油圧駆動であった。また砲弾も、従来の砲のものは重量50ポンド (23 kg)であったのに対して62ポンド (28 kg)に増しており、弾丸と薬莢はそれぞれのホイストで双方の砲の中間に揚げられる方式とされていた。しかし構造が複雑で製造が遅延したことから、1940年3月12日の決定に基づき、前期建造艦4隻では設計を変更し、45口径10.2cm砲（QF 4インチ砲Mk.XVI）をMk.XIX砲架と組み合わせて、連装高角砲として4基搭載した。方位盤としては、新開発のMk.IV TP方位盤が搭載された。これはDCTの系譜に属するもので、機力操縦を導入していたが、設計完了後に追加装備された285型レーダーとの連動は不十分であった。これと連動する射撃盤は、対空用としてはFKC、対水上用としてはAFCCが搭載された。
対空兵器はトライバル級・J級と同構成となり、39口径40mm4連装機銃（QF 2ポンド・ポンポン砲）1基と62口径12.7mm4連装機銃2基が搭載された。一方、艦砲などの重量増加を代償するため、21インチ魚雷発射管は、I・J級が5連装であったのに対し、本級では4連装に削減された。当初計画では39口径40mm4連装機銃をもう1基搭載することも検討されたが、これは断念されたことから、前期建造艦ではその分のスペースを使って4連装魚雷発射管がもう1基搭載された。しかし第二次世界大戦の戦訓を踏まえた1940年の決定に基づき、後期建造艦では、後部魚雷発射管を撤去して45口径10.2cm単装砲（QF 4インチ砲Mk.V）を搭載する改修が行われたほか、全艦で70口径20mm機銃の増備が行われた。
また本級では、竣工時よりレーダーの装備も行われた。DCT方位盤には測距用の285型レーダーが搭載されたほか、前檣には早期警戒用として281型レーダーが搭載された。またその後、281型は286型へと更新されている。

## 同型艦
建造・就役した時期が第二次世界大戦の激戦期にあたることもあり、終戦までに5隻が撃沈され、2隻が大破し全損判定を受けての廃棄処分となっている。
終戦まで唯一健在であったルックアウトも終戦とほぼ時を同じくして予備役編入され、1948年にスクラップとして解体された。
| 設計        | #   | 艦名                             | 造船所              | 就役            | その後 |
| ----------- | --- | -------------------------------- | ------------------- | --------------- | --- |
| 前期 建造艦 | G87 | ランス HMS Lance                 | ヤーロウ            | 1941年 5月13日  | 1942年4月9日、マルタ島にてドック入り中にドイツ空軍およびイタリア空軍の爆撃により大破。全損判定を受け廃棄。 |
| 前期 建造艦 | G63 | グルカ HMS Gurkha                | キャメル・ レアード | 1941年 2月18日  | 1942年1月17日、シディ・バラーニ沖にてドイツ海軍の潜水艦U-133の魚雷攻撃で沈没。                             |
| 前期 建造艦 | G40 | ライヴリー HMS Lively            | キャメル・ レアード | 1941年 1月29日  | 1942年5月11日、トブルクの北東160km沖合にて、ドイツ空軍のJu 88からの爆撃により沈没。                        |
| 前期 建造艦 | G74 | リージョン HMS Legion            | ホーソン・ レスリー | 1940年 12月19日 | 1942年3月26日、マルタ島にて修理のためドック入りした直後に空襲を受け沈没。                                  |
| 後期 建造艦 | G99 | ラフォーレイ HMS Laforey ※嚮導艦 | ヤーロウ            | 1941年 8月26日  | 1944年3月30日、ドイツ海軍の潜水艦「U-223」の雷撃により沈没。                                               |
| 後期 建造艦 | G55 | ライトニング HMS Lightning       | ホーソン・ レスリー | 1941年 5月28日  | 1943年3月12日、アンナバ沖にてドイツ海軍のSボートの雷撃により沈没。                                         |
| 後期 建造艦 | G32 | ルックアウト HMS Lookout         | スコッツ            | 1942年 1月30日  | 1945年10月15日付で予備役編入。1947年10月に退役。1948年2月29日よりスクラップとして解体。                    |
| 後期 建造艦 | G15 | ロイヤル HMS Loyal               | スコッツ            | 1942年 10月31日 | 1944年10月12日に触雷、全損判定を受ける。1948年にスクラップとして解体された。                               |